# 天主教庫庫塔教區
天主教庫庫塔教區（拉丁語：Dioecesis Cucutensis）是哥倫比亞一個羅馬天主教教區，屬新潘普洛納總教區。
教區成立於1956年5月29日，包括北桑坦德省中部十一市，2006年有教友722,000人，佔轄區總人口89.9%。教區下轄八十五個堂區，有127名司鐸。現任教區主教為胡利奧·凱撒·比達爾·奧爾蒂斯。